# Кајоти Ејкерс (Тексас)
Кајоти Ејкерс (енгл. Coyote Acres) насељено је место без административног статуса у америчкој савезној држави Тексас.

## Демографија
По попису из 2010. године број становника је 508, што је 119 (30,6%) становника више него 2000. године.
| Група             | 2000.       | 2010.       |
| Белци             | 52 (13,4%)  | 58 (11,4%)  |
| Афроамериканци    | 3 (0,8%)    | 1 (0,2%)    |
| Азијати           | 0 (0,0%)    | 1 (0,2%)    |
| Хиспаноамериканци | 337 (86,6%) | 448 (88,2%) |
| Укупно            | 389         | 508         |